# Premio d'onore (Dominica)
Il Premio d'Onore (in inglese: Dominica Award of Honour) è un'onorificenza della Dominica, conferito dal Presidente della Dominica su proposta del Primo ministro alle persone (anche straniere) che hanno dato un contributo significativo allo sviluppo del Paese.

## Storia
Creato nel 1967, è la più alta onorificenza della Dominica, seguita dal Premio d'onore del sisserou, Premio per il servizio meritevole, la Medaglia d'onore per il servizio e la Medaglia di lungo servizio.
La cerimonia si svolge sempre il 3 novembre, Giorno dell'Indipendenza. Ogni Presidente della Dominica riceve automaticamente questa onorificenza.

## Insegne
L'insegna è costituita da una medaglia d'oro di forma ovale; al centro della medaglia si trova lo stemma della Dominica, agganciato lateralmente ad un anello esterno che reca la scritta "The Dominica Award of Honour"; la zona tra lo stemma e l'anello esterno è parzialmente vuota. Il nastro è di colore giallo, con una striscia centrale di colore nero bordata di bianco.